# Tereza Kerndlová
Tereza Kerndlová (født 6. oktober 1986) er en tjekkisk sangerinde. Hun repræsenterede Tjekkiet ved Eurovision Song Contest 2008.